# نارای
نارای (به مجاری:  Nárai) یک شهرداری در مجارستان است که در واش واقع شده‌است. نارای ۱۵٫۹۹ کیلومتر مربع مساحت و ۱٬۱۴۴ نفر جمعیت دارد.